# نقش يزيد
نقش يزيد هو نقش صخري عربي قديم مسيحي مبكر من منطقة السمراوات، 12 كم جنوب شرق قصر برقع في شمال شرق الأردن. اُكْتُشِف من قبل خبراء النقوش الأردنيين خلال الموسم الأول لمشروع المسح الأثري والنقوش في الخضري ونشر في عام 2017. فهو يتكون من أربع كلمات فقط وصليب مسيحي. ومن الجدير بالذكر أنها تذكر شخصية معينة تُعرف باسم "يزيد الملك" ( يزيد الملك )، وهو على الأرجح الحاكم الأموي يزيد الأول. 

## النص
يأتي النسخ والترجمة التاليان من طبعة عام 2017 من نقش يزيد. 
الترجمة الحرفية
1. † دكر ʾل-ʾل
2. يزيد الملك
ترجمة
1. †الله يحفظك
2. يزيد والملك

## هوية يزيد في النقش
إن هوية الشخصية المسماة يزيد في النقش مفتوحة للتفسير، وخاصة في ضوء طبيعة النقش غير المؤرخ.
فمصطلح ملك في النقوش من هذه الفترة لا يشير بالضرورة إلى ملك حكم منطقة محددة. على سبيل المثال، يُطلق نقش جبل أسيس اللقب على الحارث بن جبلة حاكم الغساسنة ربما في إشارة إلى اللقب الذي منحه إياه الإمبراطور البيزنطي جستنيان الأول وهو فيلارك. إذا كانت الشخصية المذكورة في النقش تتوافق مع شخصية من مصادر معروفة، فقد تشير إلى يزيد بن الأسود (الشخصية الوحيدة من المصادر العربية الكلاسيكية التي تحمل اسم يزيد والمرتبطة بالغساسنة)، أو يزيد بن قيس الحجري (ذكره فوتيوس الأول من القسطنطينية في مكتبته )، أو يزيد بن قباسات (ذكر في النقش السبئي المتأخر CIH 541 كشخصية عينها الحاكم العربي الجنوبي أبرهة ). من العصر الإسلامي، قد يشير إلى الحاكم الأموي يزيد الأول، وهي وجهة نظر متزايدة التأييد، وترتبط بالوجود المحتمل للمسيحيين العرب في الجيوش الإسلامية المبكرة.

## علم اللغة
الصيغة التي تظهر في النقش، dkr ʾl-ʾlh ("عسى الله أن يتذكر" أو "يذكر الله")، موجودة أيضًا في نقش زبد و DaJ144PAr. من المرجح أن يكون عنصر "dkr"، الذي يطلب من الله أن يتذكر فلانًا، عبارة عن تعريب لتعبير شائع في كتابات الجرافيتي النبطية، "دكر" ("فليتذكر فلانًا").
يشترك نقش يزيد في بعض الخصائص اللغوية مع نقش عبد شمس. 
نقش يزيد هو أحد النقشين اللذين يعودان إلى العصر الإسلامي اللذين يحتفظان بممارسة الواو، والتي كانت منتشرة على نطاق واسع في اللغة العربية ما قبل الإسلام، إلى جانب نقش PERF 558 (22 هـ / 643 م).

## روابط خارجية
- حوار حول نقش يزيد مع أحمد الجلاد